# Henry Haubro-Nielsen
Henry Haubro-Nielsen, formellt Henry Marinus Havbro Nielsen, född 10 oktober 1923 i Danmark, död 5 december 2009 i Saltsjöbaden, var en dansk-svensk arkitekt.
Hans verk omfattar cirka 14 bungalowliknande villor i ädel, puristisk stil, varav hans egen villa med ateljé i Saltsjöbaden vid Stockholm har varit den hittills mest kända byggnaden. Han ritade även tre kyrkor, varuhus, kontorsbyggnader och små fjärrvärmestationer. Haubro-Nielsen nämns ofta i den svenska fastighetsbranschen, men ingenting är offentligt känt om arkitektens personlighet och liv.[källa behövs]

## Byggnader i urval

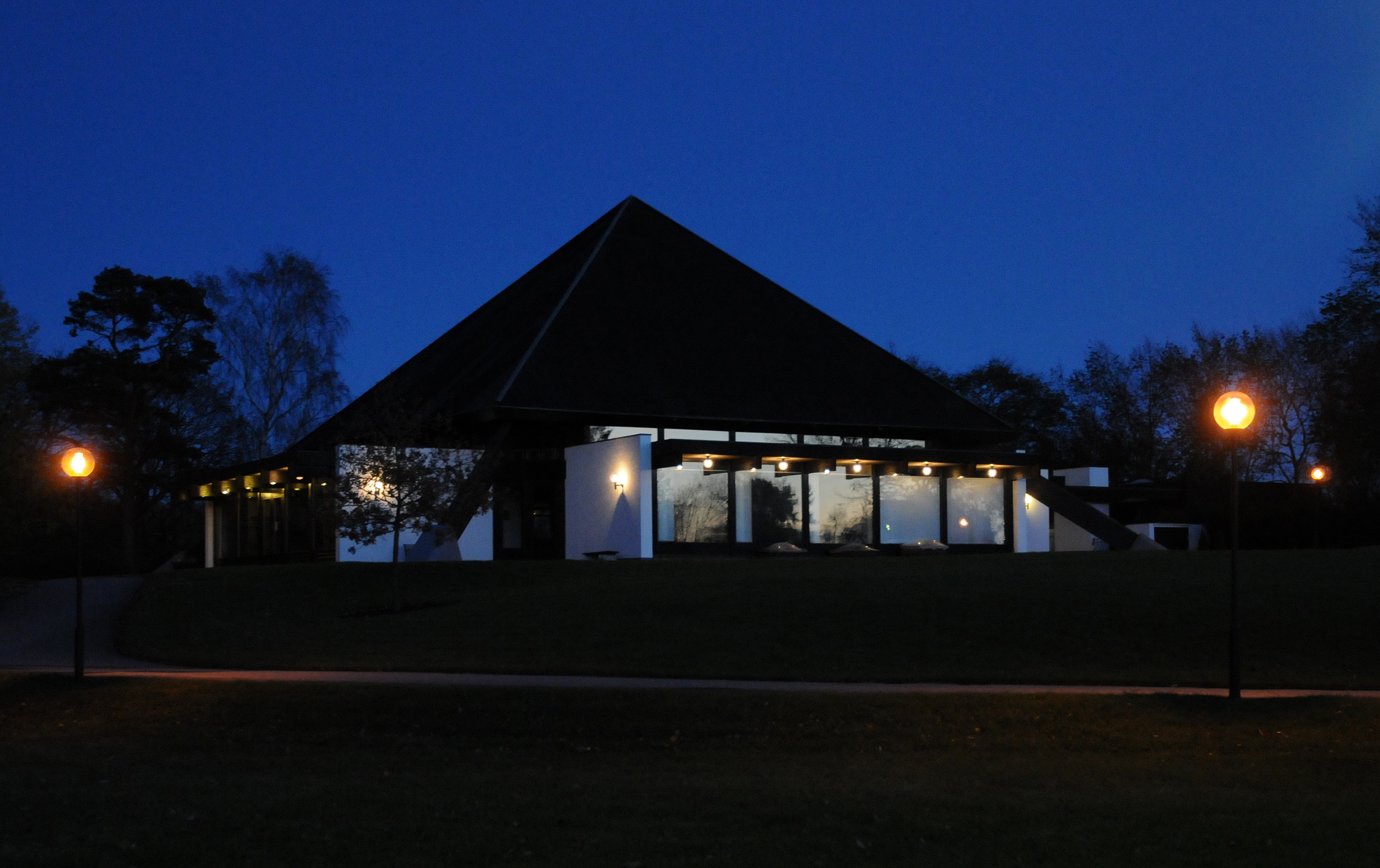
Hjortensbergskyrkan (1973)
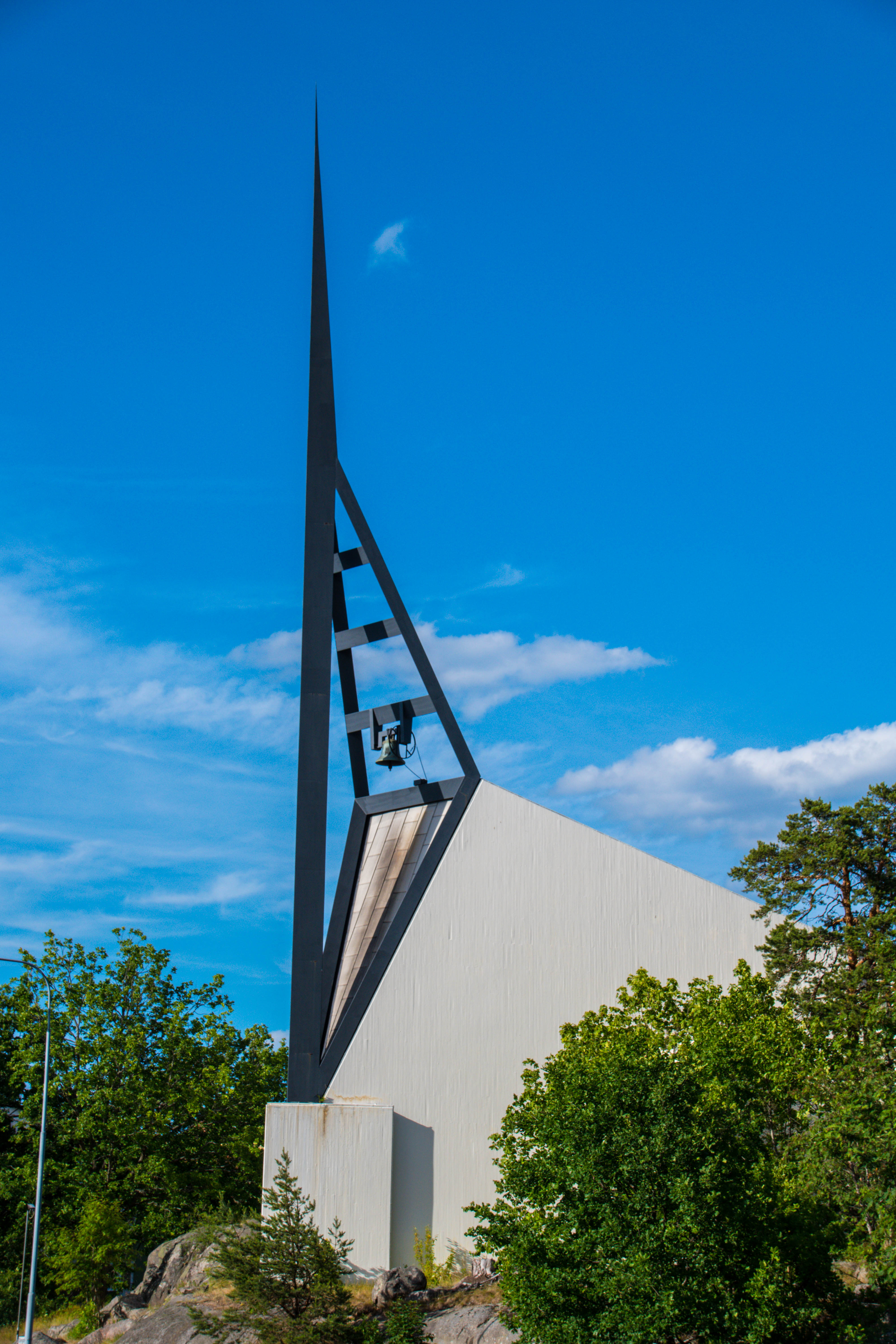
Kikebokyrkan (1968)